# Bronnitsy (huyện)
Bronnitsy (tiếng Nga: Бронницы) là một thị xã tự quản (raion), của Tỉnh Moskva, Nga. Huyện có diện tích 11 kilômét vuông, dân số thời điểm ngày 1 tháng 1 năm 2000 là 17000 người. Trung tâm của huyện đóng ở Bronnitsy.
Bronnitsy có cự ly nằm 54,5 km (33,9 dặm) về phía đông nam của trung tâm Moscow và 13 km (8,1 dặm) về phía tây của trạm Bronnitsy trên tuyến đường xe lửa Moscow-Ryazan. Thị trấn được bao quanh bởi huyện hành chính Ramensky.
Nền kinh tế địa phương dựa vào chế biến thực phẩm và đóng gói, dịch vụ xây dựng và sản xuất đồ trang sức. Bronnitsy được liệt kê trong số 22 thị trấn lịch sử của Moscow Oblast. 